# Tiranas stora park

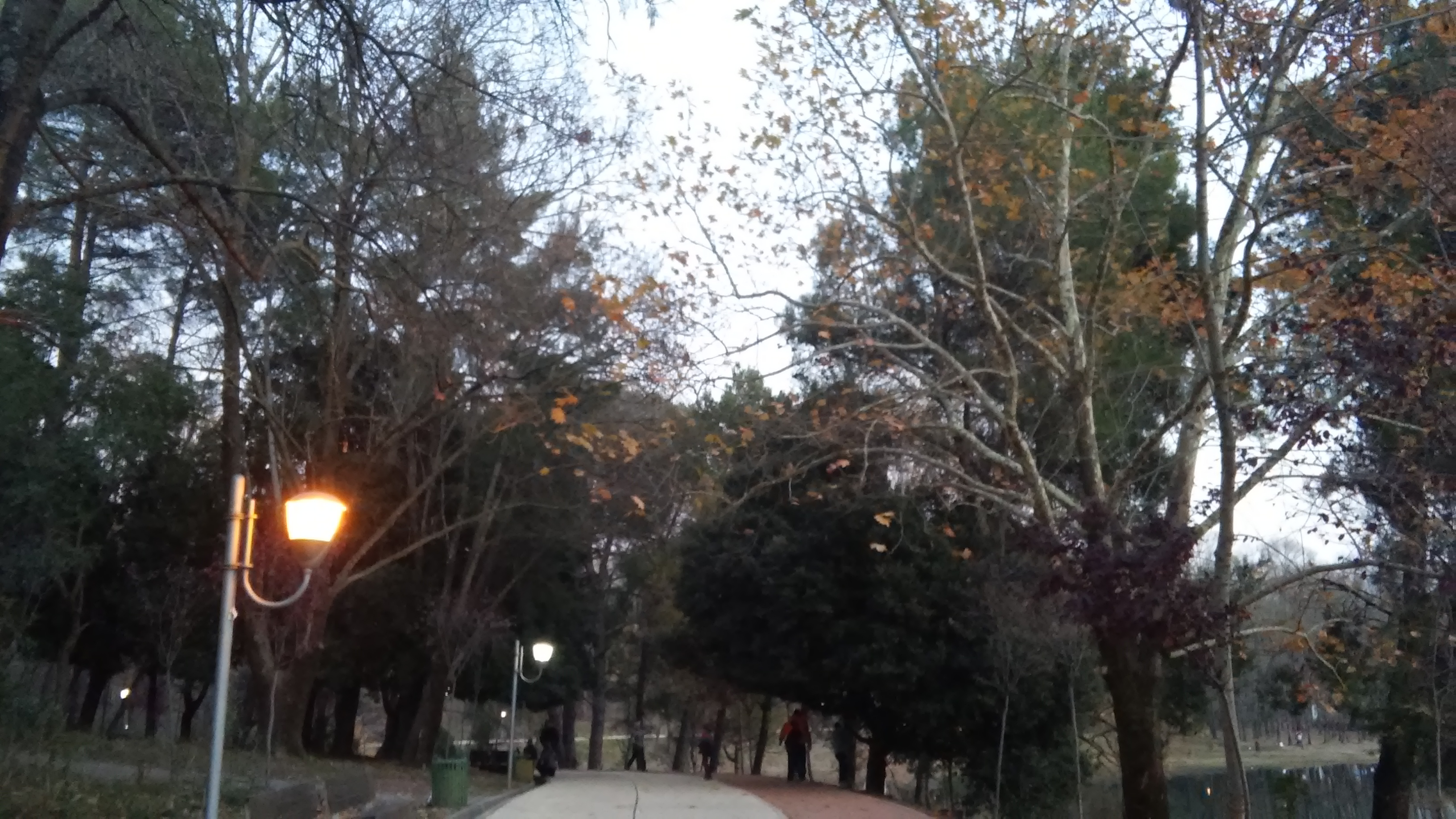
Tiranas stora park

Tiranas stora park (på albanska Parku i Madh i Tiranës) är en park i Tirana (huvudstad) i Albanien. Den har en yta på 230–240 hektar och är belägen söder om huvudstaden. Den har en konstgjord sjö och en rad andra landmärken, bland annat San Procopio-kyrkan, Presidentpalatset och flera minnesmärken över kända albaner.[källa behövs] I den södra delen av parken finns en djurpark och en botanisk trädgård.[källa behövs]

### Fotnoter
1. ↑  Koha Jone. ”“Mushkeria” e Tiranes, drejt betonizimit”. Koha Jone. Arkiverad från originalet den 2010-07-23. https://web.archive.org/web/20100723054014/http://www.kohajone.com/zarticle.php?id=55657. Läst 22 november 2012. (albanska)
2. ↑  Urban Green Environment: Presentation of Tirana Arkiverad 1 september 2012 hämtat från the Wayback Machine.. Besökt 22 november 2012. (engelska)